# Varcia solita
Varcia solita är en insektsart som beskrevs av Melichar 1898. Varcia solita ingår i släktet Varcia och familjen Nogodinidae. Inga underarter finns listade i Catalogue of Life.